# Sabine Paetz
Sabine Paetz   (Döbeln, 16 d'octubre de 1957), també anomenada Sabine John o Sabine Möbius-John, és una atleta alemanya retirada, especialitzada en la prova d'heptatló en la qual va arribar a ser subcampiona mundial el 1983.

## Carrera esportiva
Al Mundial de Hèlsinki 1983 va guanyar la medalla de plata en la competició d'heptatló, amb un total de 6662 punts, quedant per darrere de la seva compatriota Ramona Neubert i per davant d'una altra alemanya, Anke Vater.
Cinc anys després, en els JJ. OO. de Seül 1988 va tornar a guanyar la plata en heptatló, en aquesta ocasió després de la nord-americana Jackie Joyner-Kersee que amb 7291 punts va batre el rècord del món, i per davant de la seva compatriota Anke Behmer.